# Vion (Sarthe)
Vion is een gemeente in het Franse departement Sarthe (regio Pays de la Loire). De plaats maakt deel uit van het arrondissement La Flèche. Vion telde op 1 januari 2022 1.383 inwoners.

## Geografie
De oppervlakte van Vion bedroeg op 1 januari 2022 20,04 vierkante kilometer; de bevolkingsdichtheid was toen 69 inwoners per km².

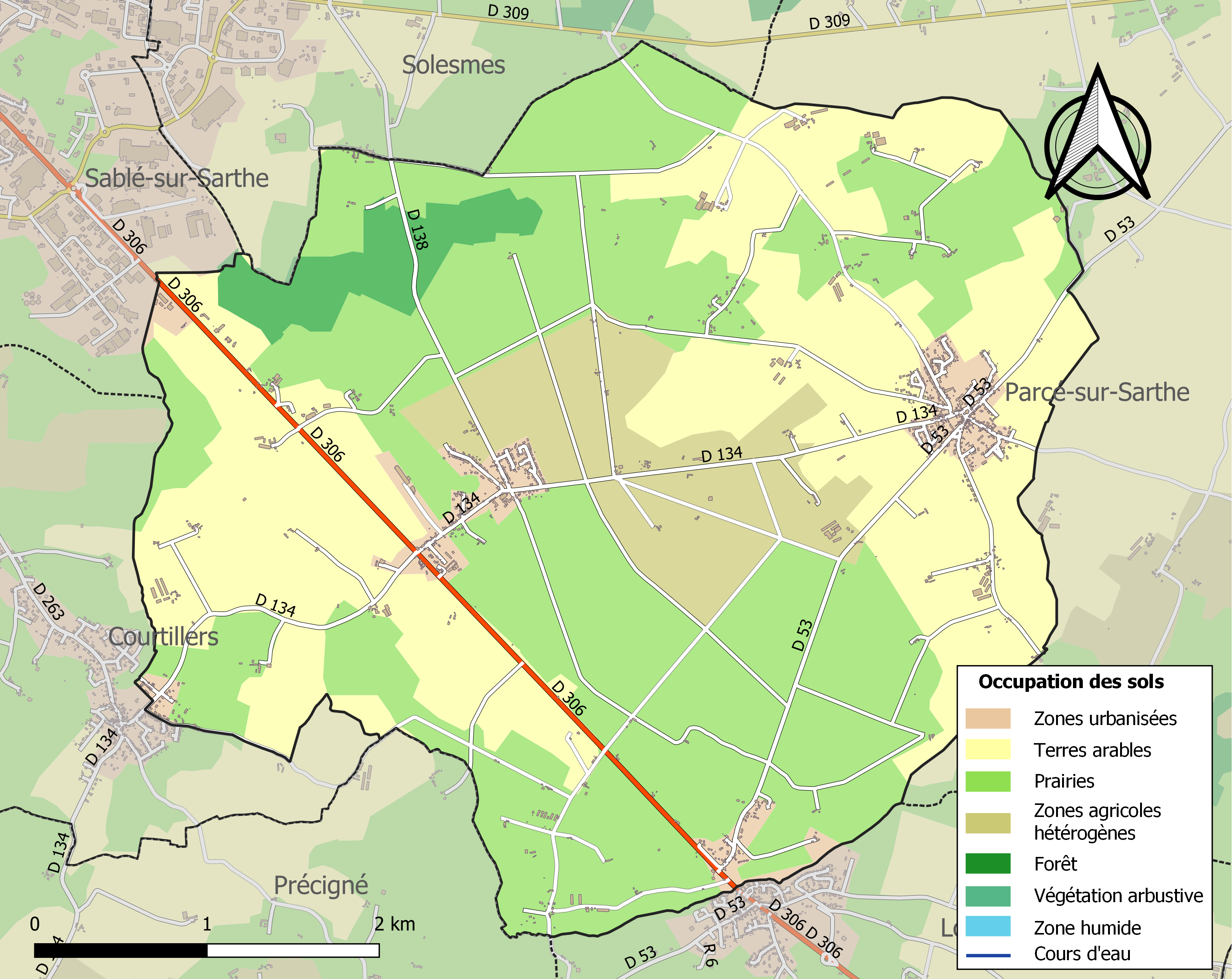
Kaart van de gemeente met de belangrijkste infrastructuur, bodemgebruik en omliggende gemeenten

## Demografie
Onderstaande figuur toont het verloop van het inwonertal (bron: INSEE-tellingen).

## Afbeeldingen

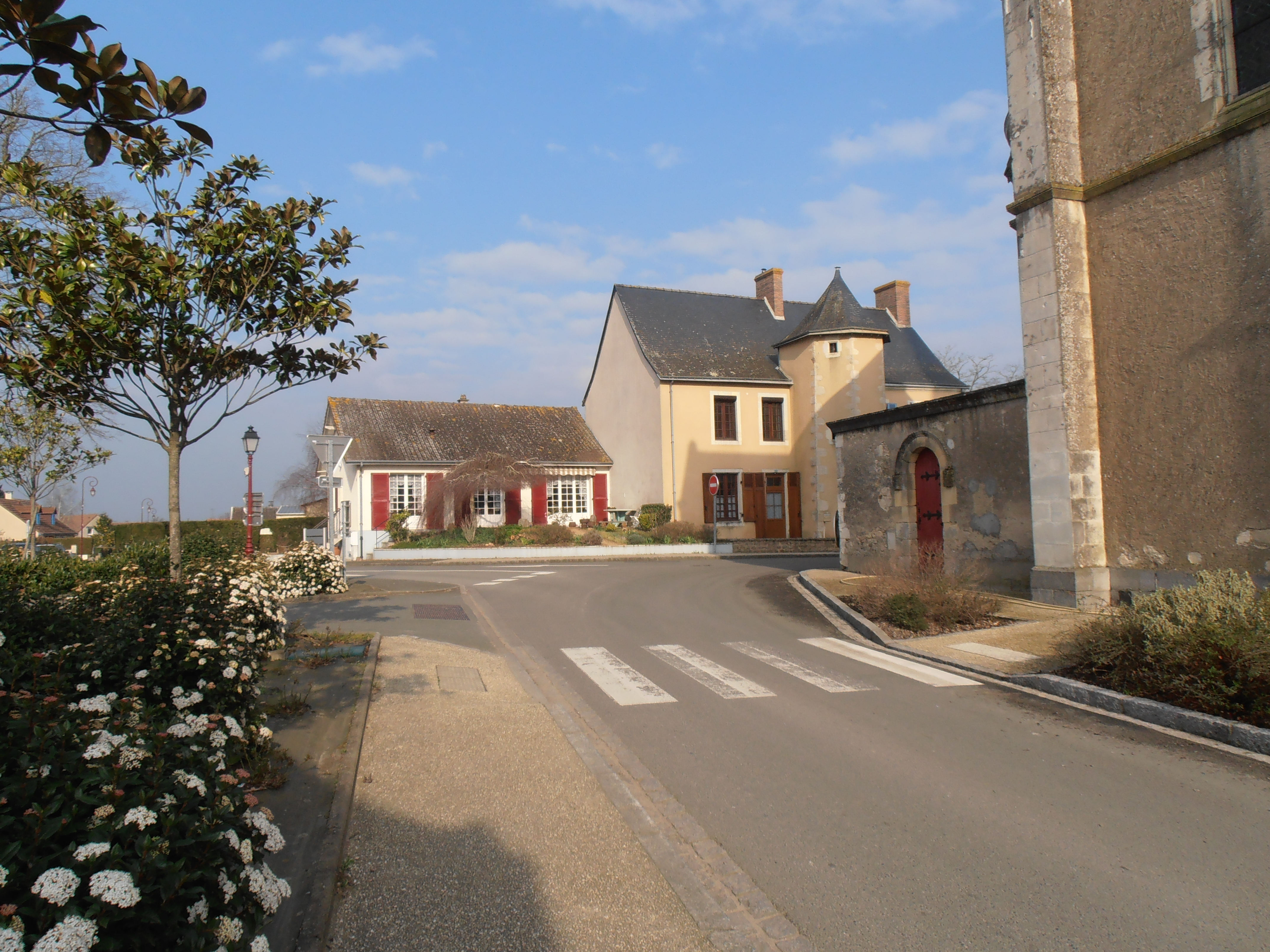
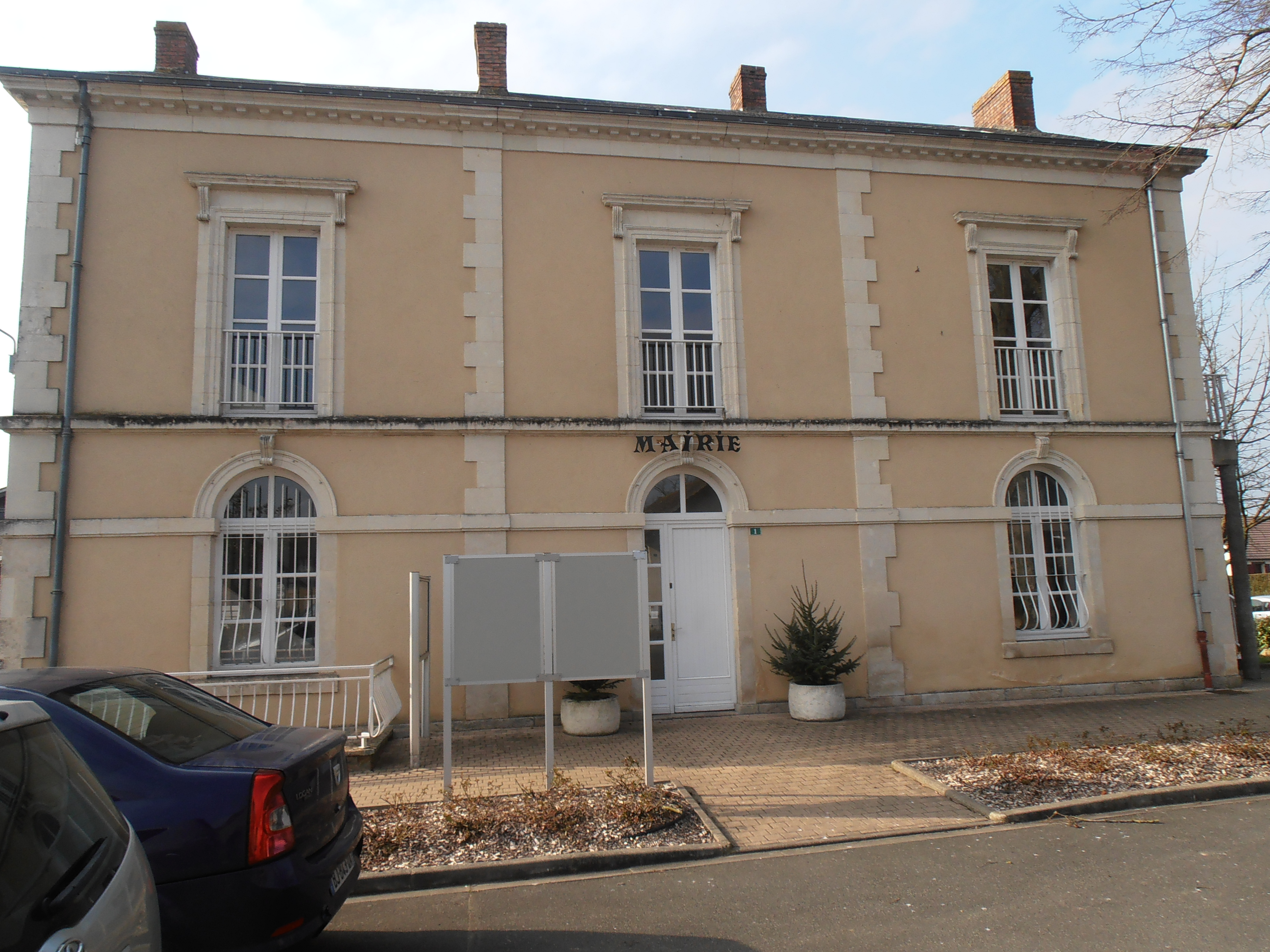
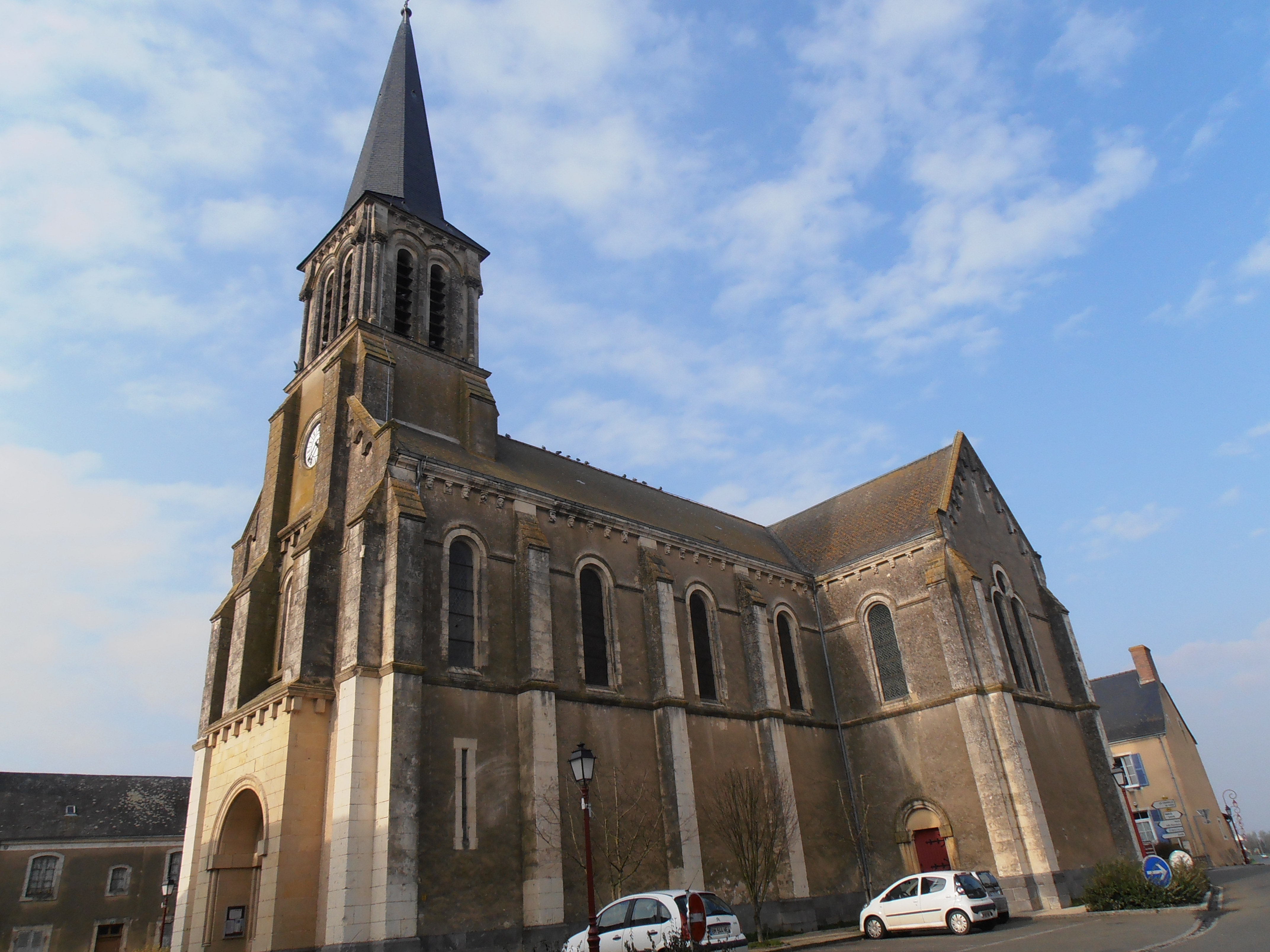